# Потапенко Микола Семенович
Микола Семенович Потапенко (12 листопада 1913, Андріївка — 29 вересня 1943) — радянський офіцер, Герой Радянського Союзу (1943, посмертно).

## Біографія
Народився 12 листопада 1913 року в селі Андріївці (нині Бердянського району Запорізької області) в селянській родині. Українець. Закінчив шість класів і сільськогосподарську школу. Працював зоотехніком у колгоспі.
У Червоній Армії в 1933–1936 роках і з 1939 року. Учасник радянсько-фінської війни 1939—1940 років. Закінчив курси командирів взводів. Член ВКП (б) з 1940 року.
На фронті у радянсько-німецьку війну з 1941 року. Служив на посаді командира роти 615-го стрілецького полку (167-та стрілецька дивізія, 38-ма армія, Воронезький фронт). 28 вересня 1943 року лейтенант Потапенко одним з перших в полку зі своєю ротою переправився через Дніпро в районі Вишгорода і захопив плацдарм. Загинув у бою на плацдармі 29 вересня 1943 року.

## Нагороди
Звання Героя Радянського Союзу присвоєно 29 жовтня 1943 року (посмертно). Нагороджений орденами Леніна, Червоної Зірки.

## Пам'ять
Ім'я Героя висічене на меморіалі в парку Вічної слави в Києві.
Його ім'ям названа вулиця в рідному селі. В радянські часи піонерський загін Андріївки носив ім'я Миколи Потапенка.